# タンゴール

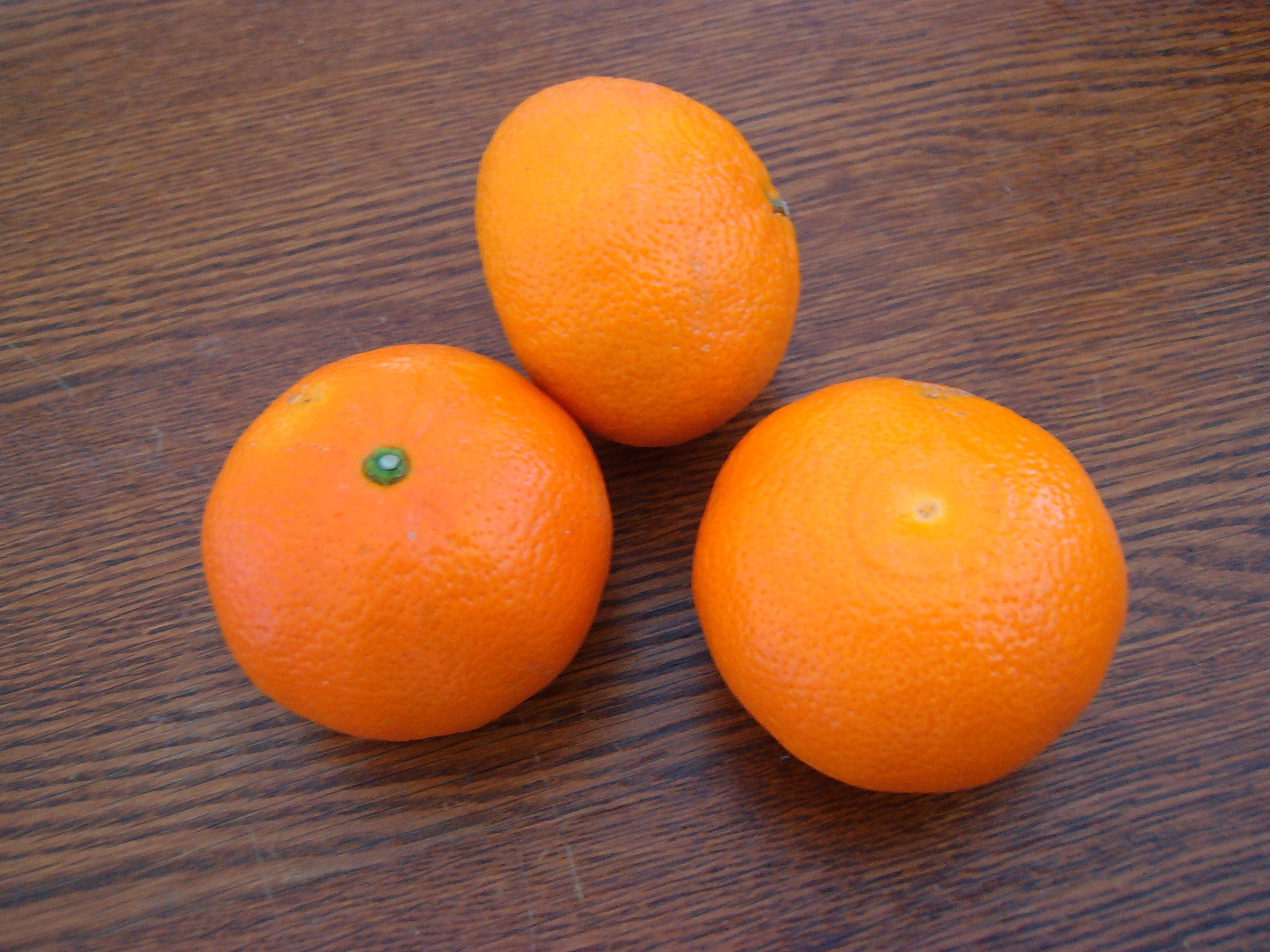
オータニーク

タンゴール (tangor) は、柑橘類の雑種の呼称の一つ。主に「ミカン」（マンダリン、タンジェリン）と「オレンジ」の交雑種のことを指す総称（種名・品種名いずれでもないので、この名で店頭に並んでいたら不審）である。
語源はタンジェリンの英字表記 “tangerine” の「tang」と、オレンジの英字表記 “orange” の「or」とを組み合わせた事に由来する。日本では「清見」、「せとか」などが代表的なタンゴールである。
また、「ミカン」 (C. reticulata) と「ザボン」 (C. maxima, pomelo) との交雑種は「タンジェロ」 (tangelo) という。